# Jay Ross
(en) Statistiques sur pro-football-reference
Jay Randall Ross (né le 3 octobre 1987 à Wilmington) est un joueur américain de football américain.

## Carrière

### Universitaire
Ross joue avec les East Carolina Pirates lors de ses études à l'université de Caroline de l'est.

### Professionnelle
Jay Ross n'est sélectionné par aucune équipe lors du draft de la NFL de 2010 et signe le 26 avril 2010 un contrat avec les Saints de la Nouvelle-Orléans. Lors de la liste finale, il n'est pas pris et libéré par la franchise. Le 20 octobre 2010, il signe un contrat avec les Packers de Green Bay et intègre l'équipe d'entrainement. Il ne joue aucun match lors de la saison 2010, mais remporte le Super Bowl XLV le 6 février 2011.